# Squatina legnota
Squatina legnota Last & White, 2008, è un pesce d'acqua salata appartenente alla famiglia Squatinidae.

## Etimologia
Il nome scientifico, legnoto, deriva dalla parola greca legnotos, che significa con bordo colorato.

## Distribuzione e habitat
Questa specie è diffusa nelle acque del Sud-est asiatico, lungo le coste di Bali, Lombok e Giava.

## Descrizione
Come tutti gli squali angelo presenta un corpo appiattito con pinne pettorali ampie e angolari poste ai lati della testa, che è affusolata e provvista di bocca ampia e terminale. Gli occhi gialli sono simili a una mezzaluna. La livrea vede un dorso bruno grigiastro con macchie scure, mentre la parte inferiore del corpo è completamente bianca; le pinne pettorali e quelle pelviche presentano un margine scuro. 

Raggiunge una lunghezza massima di 134 cm.